# Sommerfeld-azonosság
A Sommerfeld-azonosság egy matematikai azonosság, melyet Arnold Sommerfeld vezetett be a hullámterjedéssel kapcsolatban:
{\displaystyle {\frac {e^{ikR}}{R}}=\int \limits _{0}^{\infty }I_{0}(\lambda r)e^{-\mu \left|z\right|}{\frac {\lambda d\lambda }{\mu }}}
ahol
{\displaystyle \mu ={\sqrt {\lambda ^{2}-k^{2}}}}
({\displaystyle \mu }-t pozitív valós résszel kell venni, hogy az integrál konvergens legyen és eltűnjön, amikor {\displaystyle z\rightarrow \pm \infty }) és
{\displaystyle R^{2}=r^{2}+z^{2}}.
Az R a távolságot jelenti a kezdeti értéktől (origó), {\displaystyle r} a {\displaystyle (r,\phi ,z)} hengerkoordináta-rendszer központi tengelyétől mért távolság.
{\displaystyle I_{0}} függvény egy Bessel-függvény.
Itt a jelzésrendszer a német konvenciót követi, hogy konzisztens legyen ahhoz, amit Sommerfeld eredetileg használt.
Az angol irodalomban a következő egyenlet használatos:
{\displaystyle I_{n}(\rho )=J_{n}(i\rho )}.
Ezt az azonosságot nevezik Sommerfeld-azonosságnak.
Az azonosság alternatív formája:
{\displaystyle {\frac {e^{ik_{0}r}}{r}}=i\int \limits _{0}^{\infty }{dk_{\rho }{\frac {k_{\rho }}{k_{z}}}J_{0}(k_{\rho }\rho )e^{ik_{z}\left|z\right|}}}
ahol
{\displaystyle k_{z}=(k_{0}^{2}-k_{\rho }^{2})^{1/2}}
Itt a jelölés különbözik: {\displaystyle r} az origótól számított távolságot jelenti, {\displaystyle \rho } a tengelytől mért távolság a {\displaystyle (\rho ,\phi ,z)}
hengerkoordináta-rendszerben.
A fizikai magyarázat a következő:
egy gömbhullám hengeres hullámok összegeként terjed {\displaystyle \rho } irányban, megszorozva a síkhullámmal {\displaystyle z} irányba (lásd még a Jacobi–Anger-azonosságot). Az összegzést minden {\displaystyle k_{\rho }} hullámértékre el kell végezni.